# Мирзатобе
Мирзатобе́ (каз. Мырзатөбе) — село у складі Мактааральського району Туркестанської області Казахстану. Входить до складу сільського округу Жолдабая Нурлибаєва.
До 2008 року село називалося Махтали.
Населення — 1202 особи (2021; 886 у 2009, 719 у 1999, 904 у 1989).